# Kemnerska gården
Kemnerska gården er en bindingsværksbygning, der ligger i kvarteret Pernilla 12 på Stora Västergatan 6 i Ystad, Sverige. Bygningen strækker sig mellem Stora og Lilla Västergatan.
Den østlig del af gården blev oprindeligt brugt som magasin og blev opført i 1520, mens den anden del, som var beboelse, blev opført omkring 1540. Kemnerska gården er blevet renoveret af flere omgang, senest i 1951-1952 efter bygningen var blevet beskadiget under en brand i 1946.
Efter sigende skulle Karl 12. af Sverige have boet i huset, da han besøgte Ystad i 1699, og det kaldes derfor også for Karl XII-huset. Nyere forskning viser dog, at kongen aldrig har boet på gården. Til gengæld sørgede han for, at den ikke blevet revet ned.